# Neradni dan (album)
Neradni dan prvi je album pulskog glazbenika Maera. Album je objavljen zajedno s knjigom Neradni dan (priručnik za upotrebu) za Maticu hrvatsku Pazin 2012. godine. Na albumu su dvije obrade: dijalektalna čakavska verzija pjesme Blackbird Beatlesa i talijanska Dove credi di andare Sergia Endriga te osam autorskih pjesama. Za naslovnu pjesmu, Socijalizam u 2175. i Pjesmu o zaboravljanju napravljeni su spotovi.

## Popis pjesama
1. Kosić
2. Dove credi di andare
3. Proljeće u studenom
4. Neradni dan
5. Hereza z Galiole
6. Treba više voljeti glupe ljude
7. Pjesma iz D
8. Socijalizam u 2175. (kako bi to bilo?)
9. Smiješne stvari
10. Pjesma o zaboravljanju

## Glazbenici
- gitare: Domagoj Mišković (1-7, 10), Maer (4), Boris Rakamarić (8), Karlo Hajdin (9), Mihael Virt (9)
- bas: Dean Vitasović (2-5, 7), Boris Rakamarić (8), Krešimir Kunda (9), Petar Makar (6)
- bubnjevi: Robert Slama (6, 8-10), Toni Pernić (2-4, 7)
- Hammond orgulje: Bruno Krajcar (3)
- truba: Krešimir Kunda (8)
- klavir: Tea Silađi (6), Maer (2, 5)
- sampler: Boris Rakamarić (10)
- vokal: Maer
- producenti: Aldo Spada (1-5, 7), Boris Rakamarić (6, 8-10)